# Amur-Wels
Der Amur-Wels (Silurus asotus) ist ein Süßwasserfisch aus der Gattung Silurus der Familie der Echten Welsen. Er stammt ursprünglich aus Ostasien und wurde unter anderem in Schweizer Flüssen ausgesetzt. Er ist in Asien ein wichtiger Speisefisch.

## Beschreibung
Ausgewachsene Amur-Welse erreichen eine Länge von 30 bis 50 Zentimetern, ihr Körper ist länglich und zylindrisch und sie haben zwei Paar Barteln, Jungfische noch ein weiteres Paar, das mit Erreichen einer Größe von 6 bis 7 Zentimetern abfällt. Der Rücken ist dunkelbraun bis grünlich gelbbraun, der Bauch gelb bis weiß. Die Rückenflosse ist klein, die Afterflosse geht in die Schwanzflosse über.

## Ernährung
Amur-Welse ernähren sich von kleinen Fischen, Krebstieren und Insekten.

## Verbreitung
Der Amur-Wels ist in Japan, wo er auch als Speisefisch kultiviert wird, der Koreanischen Halbinsel, der Mongolei, Taiwan, China und Russland heimisch.